# Campeonato Brasileiro Série A 2022
In 2022 werd de 66ste editie van de Campeonato Brasileiro Série A gespeeld, de hoogste voetbalklasse van Brazilië. De competitie werd gespeeld van 9 april tot 13 november. Palmeiras werd kampioen. 

## Stadions en locaties
| Club                 | Stad              | Stadion                 | Capaciteit |
| -------------------- | ----------------- | ----------------------- | ---------- |
| América Mineiro      | Belo Horizonte    | Independência           | 23.018     |
| Athletico Paranaense | Curitiba          | Arena da Baixada        | 42.370     |
| Atlético Goianiense  | Goiânia           | Estádio Antônio Accioly | 10.501     |
| Atlético Mineiro     | Belo Horizonte    | Mineirão                | 61.846     |
| Avaí                 | Florianópolis     | Ressacada               | 17.800     |
| Botafogo             | Rio de Janeiro    | Nílton Santos           | 44.661     |
| Ceará                | Fortaleza         | Arena Castelão          | 63.903     |
| Corinthians          | São Paulo         | Neo Química Arena       | 47.605     |
| Coritiba             | Curitiba          | Couto Pereira           | 40.502     |
| Cuiabá               | Cuiabá            | Arena Pantanal          | 44.097     |
| Flamengo             | Rio de Janeiro    | Maracanã                | 78.838     |
| Fluminense           | Rio de Janeiro    | Maracanã                | 78.838     |
| Fortaleza            | Fortaleza         | Arena Castelão          | 63.903     |
| Goiás                | Goiânia           | Estádio da Serrinha     | 16.500     |
| Internacional        | Porto Alegre      | Beira-Rio               | 50.842     |
| Juventude            | Caxias do Sul     | Alfredo Jaconi          | 19.924     |
| Palmeiras            | São Paulo         | Allianz Parque          | 43.173     |
| Red Bull Bragantino  | Bragança Paulista | Estádio Nabi Abi Chedid | 15.010     |
| Santos               | Santos            | Vila Belmiro            | 16.068     |
| São Paulo            | São Paulo         | Morumbi                 | 72.039     |

## Eindstand
| Plaats | Club                 | Wed. | W  | G  | V  | Saldo | Ptn. |
| ------ | -------------------- | ---- | -- | -- | -- | ----- | ---- |
| 1.     | Palmeiras            | 38   | 23 | 12 | 3  | 66:27 | 81   |
| 2.     | Internacional        | 38   | 20 | 13 | 5  | 58:31 | 73   |
| 3.     | Fluminense           | 38   | 21 | 7  | 10 | 63:41 | 70   |
| 4.     | Corinthians          | 38   | 18 | 11 | 9  | 44:36 | 65   |
| 5.     | Flamengo             | 38   | 18 | 8  | 12 | 60:39 | 62   |
| 6.     | Athletico Paranaense | 38   | 16 | 10 | 12 | 48:48 | 58   |
| 7.     | Atlético Mineiro     | 38   | 15 | 13 | 10 | 45:37 | 58   |
| 8.     | Fortaleza            | 38   | 15 | 10 | 13 | 46:39 | 55   |
| 9.     | São Paulo            | 38   | 13 | 15 | 10 | 55:42 | 54   |
| 10.    | América Mineiro      | 38   | 15 | 8  | 15 | 40:40 | 53   |
| 11.    | Botafogo             | 38   | 15 | 8  | 15 | 41:43 | 53   |
| 12.    | Santos               | 38   | 12 | 11 | 15 | 44:41 | 47   |
| 13.    | Goiás                | 38   | 11 | 13 | 14 | 40:53 | 46   |
| 14.    | Red Bull Bragantino  | 38   | 11 | 11 | 16 | 49:59 | 44   |
| 15.    | Coritiba             | 38   | 12 | 6  | 20 | 39:60 | 42   |
| 16.    | Cuiabá               | 38   | 10 | 11 | 17 | 31:42 | 41   |
| 17.    | Ceará                | 38   | 7  | 16 | 15 | 34:41 | 37   |
| 18.    | Atlético Goianiense  | 38   | 8  | 12 | 18 | 39:57 | 36   |
| 19.    | Avaí                 | 38   | 9  | 8  | 21 | 34:60 | 35   |
| 20.    | Juventude            | 38   | 3  | 13 | 22 | 29:69 | 22   |

|  | Landskampioen en gekwalificeerd voor groepsfase Copa Libertadores 2023 |
|  | Gekwalificeerd voor groepsfase Copa Libertadores 2023                  |
|  | Gekwalificeerd voor tweede fase Copa Libertadores 2023                 |
|  | Gekwalificeerd voor groepsfase Copa Sudamericana 2023                  |
|  | Degradatie naar Série B                                                |

## Topschutters
| Speler              | Speler            | Goals | Club                 |
| ------------------- | ----------------- | ----- | -------------------- |
| Vlag van Argentinië | Germán Cano       | 26    | Fluminense           |
| Vlag van Brazilië   | Pedro Raul        | 19    | Goiás                |
| Vlag van Argentinië | Jonathan Calleri  | 18    | São Paulo            |
| Vlag van Brazilië   | Guilherme Bissoli | 14    | Avaí                 |
| Vlag van Brazilië   | Marcos Leonardo   | 13    | Santos               |
| Vlag van Uruguay    | David Teras       | 12    | Athletico Paranaense |
| Vlag van Brazilië   | Rony              | 12    | Palmeiras            |
| Vlag van Brazilië   | Hulk              | 12    | Atlético Mineiro     |

### Kampioen
| Campeonato Brasileiro Série A 2022 |
| São Paulo                          |
| ---------------------------------- |
| PALMEIRAS Kampioen (11° titel)     |